# دشت اورخون
دشت اورخون یکی ازدشت‌های کشور مغولستان است. کتیبه‌های تُرکی اورخون در دشت اورخون یافته شده‌است. این کتیبه‌ها توسط نیکولای یادرینتسف در سال ۱۸۸۹ میلادی کشف شد و توسط واژه‌شناس دانمارکی ویلهلم توماسن در سال ۱۸۹۳ رمز گشایی شد. این سنگ نبشته‌ها بسیار به بناهای تاریخی که از دوران گوک‌ترکان در طی دوره دودمان تانگ در چین بجای مانده‌است شباهت دارد. فاصله دشت اورخون با شهراولان‌باتور پایتخت مغولستان ۳۷۰ کیلومتر است. دشت اورخون توسط سازمان یونسکودر فهرست میراث جهانی به عنوان محلی برای تکامل سنت‌های معنوی وعشایری بیش از دوهزار سال ثبت شده.

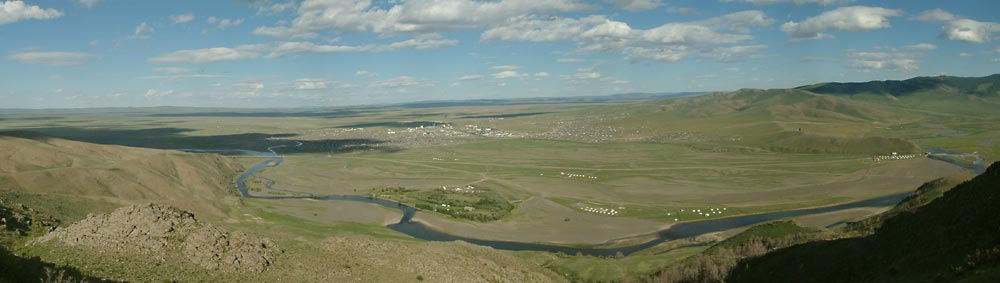
دشت اورخون